# Essaim de séismes de Santorin
L'essaim de séismes de Santorin est une série de séismes affectant une partie de la mer Égée, à proximité de Santorin, en Grèce. Parmi les milliers de secousses détectées depuis le 26 janvier 2025, certaines sont ressenties par les habitants et les touristes, si bien que des milliers de personnes quittent l'île et que l'état d'urgence est décrété le 6 février.

## Contexte
La partie orientale de la mer Méditerranée entre la Grèce continentale et l'Anatolie dont la mer Égée et ses îles est une zone sismiquement très active avec la présence de nombreuses failles qui délimitent des plaques tectoniques, notamment la plaque africaine en subduction sous la plaque de la mer Égée, donnant ainsi naissance à l'arc égéen. À ce contexte tectonique se rajoute une activité volcanique avec l'arc volcanique sud-égéen (en) composé de huit volcans disposés en arc de cercle entre l'Attique et la Carie avec d'ouest en est Égine, Méthana, Milos, Santorin — le plus actif —, Kolumbo, Nissiros, Kos et Gyalí. Le dernier séisme notable dans cette partie de la mer Égée s'est produit en 1956 sur Amorgós avec une magnitude de 7,7.
Les îles Égéennes d'une manière générale et Santorin en particulier constituent des destinations touristiques grecques très prisées tout au long de l'année. Ainsi, si Santorin compte 15 500 habitants permanents, l'archipel accueille plus de trois millions de touristes chaque année,.

## Caractéristiques

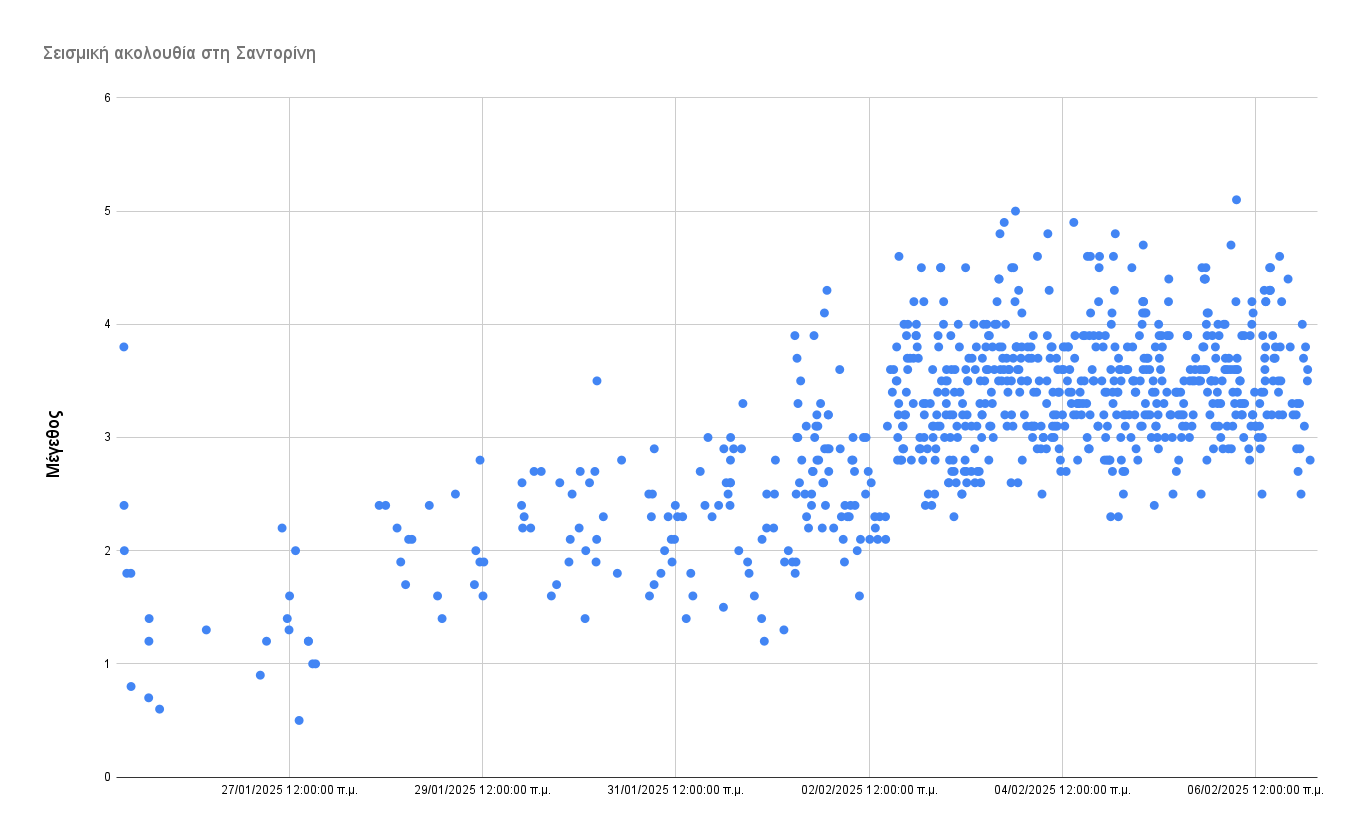
Chronologie des secousses selon leur magnitude entre le 26 janvier 2025- et le 6 février 2025.

Les premières secousses sont détectées par les sismomètres de l'Institut géodynamique d'Athènes le 26 janvier 2025. Les épicentres sont principalement localisés en mer, entre l'archipel de Santorin et le volcan sous-marin Kolumbo au sud-ouest, Íos au nord-ouest, Amorgós au nord-est, Anáfi au sud et Astypalée à l'est, à proximité de l'île inhabitée d'Ánydros. Leurs magnitudes sont en grande majorité faibles mais certaines secousses — 85 entre le 31 janvier et le 6 février — dépassent une magnitude de 4 et la plus forte atteint une magnitude de 5,2 le 5 février. Plusieurs centaines de séismes se produisent quotidiennement, ce qui porte leur nombre à environ 6 000 au 6 février 2025. Un mois après son apparition, l'activité de l'essaim de séismes diminue.
Le déplacement des épicentres vers le nord dans la même direction que le déplacement des plaques tectoniques et la diminution de la profondeur des hypocentres laissent penser aux géologues que leur origine pourrait être en lien avec le déplacement de fluides, possiblement magmatiques, à l'intérieur du plancher océanique.

## Conséquences
Les autorités nationales et locales sont mises en alerte et les services de secours sont déployés sur Santorin en prévision d'un éventuel séisme plus puissant et dévastateur,. Parmi les mesures de prévention, il est demandé aux populations de s'éloigner des zones littorales par risque de tsunamis et des falaises par risque de chutes de rochers et d'effondrements, de vider les piscines afin d'éviter les dommages structurels sur les bâtiments et d'éviter de se rassembler en grand nombre en intérieur,. Certaines écoles sont temporairement fermées sur Santorin et plus d'une douzaine de ses voisines dont Íos, Amorgós et Anáfi. L'état d'urgence est décrété sur Santorin le 6 février jusqu'au 3 mars.
Par crainte de glissements de terrain voire d'une reprise de l'activité volcanique, des milliers de personnes — 11 000 habitants, touristes, travailleurs saisonniers au 2 février — quittent l'archipel de Santorin par ferry et avion dans les jours suivant l'apparition de l'essaim sismique,.